# Бафа
Ба́фа (тур. Bafa Gölü) — озеро в Турции, находится между побережьем Эгейского моря и долиной реки Большой Мендерес, южнее города Сёке и в 54 км к юго-западу от города Айдын. Площадь озера составляет около 65 км², по другим данным — 67,08 км². Оно являлось частью Эгейского моря, и отделилось в результате накопления наносов и образования современной дельты Большого Мендереса. С рекой озеро соединяет канал — в 1985 году между ними была сооружена дамба, предотвращающая затопление сельскохозяйственных земель по берегам озера и замедлившая накопление в нём донных отложений. Глубина озера достигает 25 метров, а среднее её значение равно пяти метрам. Вода в озере солоноватая, и её солёность существенно повысилась за последнее время.

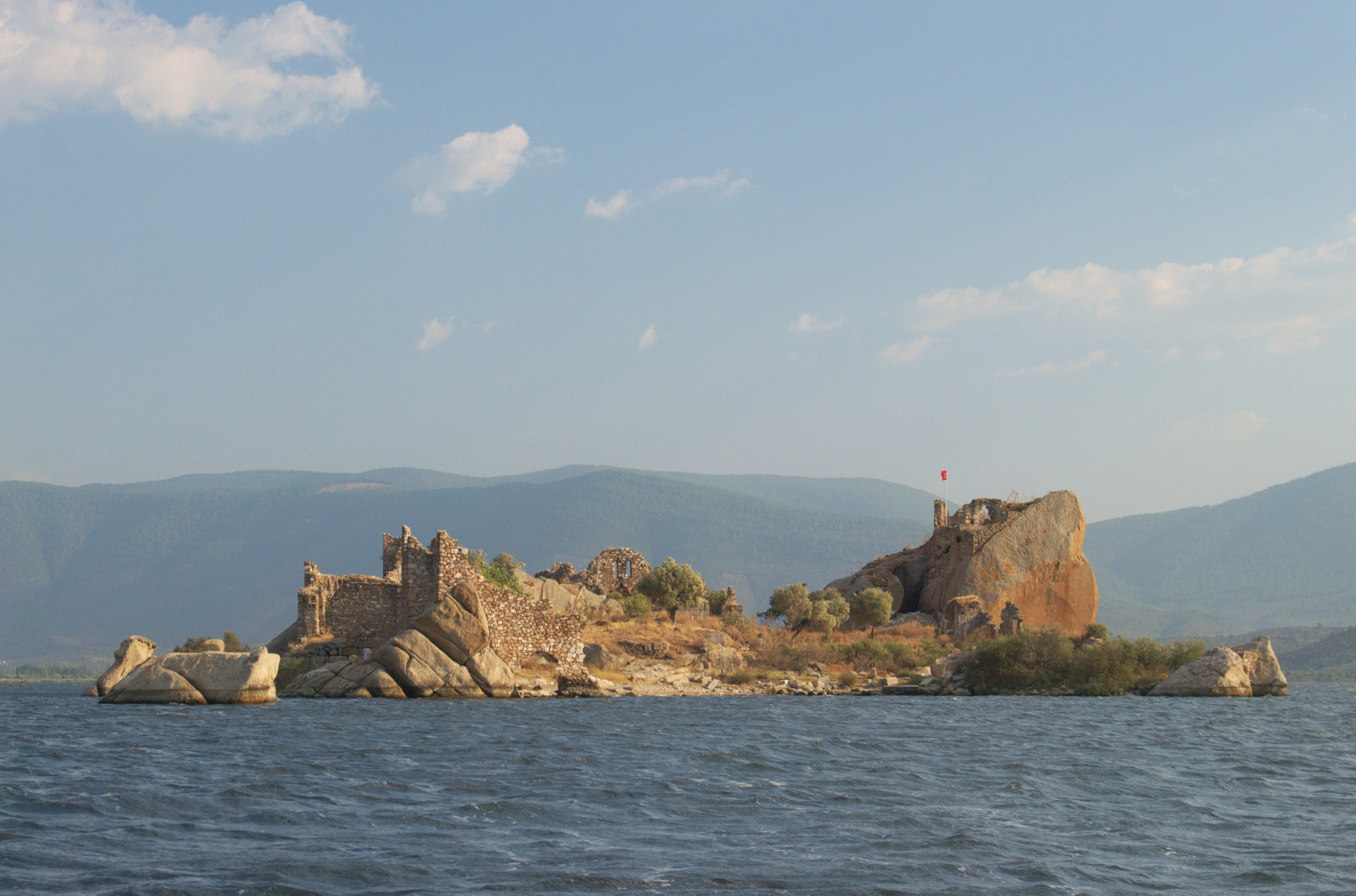
Остров Капыкыры на озере Бафа

На озере находятся островки Менет, Икиздже, Капыкыры и Кахвехисар. На островке Икиздже находятся развалины монастыря Дио-Вуни.
Озеро используется в ирригационных и рекреационных целях, на нём ведётся рыбная ловля. В 2004 году здесь было добыто 22 тонны рыбы. Среди видов, обитающих в озере и имеющих промысловое значение — сазан (лат. Cyprinus carpio), речной угорь (лат. Anguilla anguilla) и серая кефаль (лат. Mugil spp.), из интродуцированных видов доминируют Atherina boyeri и Gambusia holbrooki.